# Stankonia
Stankonia — четвёртый студийный альбом американского хип-хоп-дуэта OutKast, выпущенный 31 октября 2000 года на лейбле LaFace Records. Альбом был записан в личной студии дуэта Stankonia Studios (расположенной в Атланте)  под руководством музыкальных продюсеров Earthtone III (творческое объединение, состоящее из Outkast и Mr. DJ) и Organized Noize , что позволило сократить время работы и преодолеть психологические барьеры.
Работая над духовным продолжением своего третьего альбома, Aquemini (1998), OutKast занимались созданием обширной и экспериментальной музыкальной палитры, включающей в себя разнообразные стили, такие как фанк, рэйв, психоделия, госпел и рок. В контексте одного из своих излюбленных поджанров хип-хопа — южного. Во время записи Андре 3000 начал выходить за рамки традиционного рэпа в пользу более мелодичного вокального стиля, что первоначально казалось непривычным для Биг Боя и нескольких других продюсеров. В лирическом плане дуэт затронул широкий круг тем, включая сексуальность, политику, женоненавистничество, афроамериканскую культуру, отцовство и самокопание. В записи Stankonia приняли участие многие местные музыканты, с которыми дуэт познакомился во время посещения клубов в своём родном городе Атланте, штат Джорджия.
Сразу после релиза Stankonia получил единодушное признание критиков и с тех пор считается одним из величайших хип-хоп альбомов всех времён. Пластинка дебютировала на 2-м месте чарта Billboard 200, разойдясь тиражом более 530 000 копий за первую неделю. В поддержку диска было выпущено три сингла: «B.O.B», «Ms. Jackson» и «So Fresh, So Clean»; «Ms. Jackson» стал первым синглом дуэта, возглавившим чарт Billboard Hot 100. В 2002 году OutKast стали лауреатами двух премий «Грэмми» в категориях «Лучший рэп-альбом», а также «Лучшее рэп-исполнение дуэта или группы» (за «Ms. Jackson»). Stankonia занял 359-е место в списке журнала Rolling Stone «500 величайших альбомов всех времён» (361-е место в версии 2012 года и 64-е место в обновлённом списке 2020 года), а также 500-е в аналогичном списке журнала NME. 30 октября 2020 года вышло юбилейное переиздание альбома с ранее не издававшимися ремиксами.

## Предыстория
В 1998 году OutKast выпустили свой третий альбом Aquemini, получивший признание музыкальных критиков, разнообразив и расширив своё звучание. Успех альбома привлёк внимание национальных СМИ к южной хип-хоп сцене. Сотрудничавший с OutKast над треком «Skew It on the Bar-B» Рэйквон из Wu-Tang Clan позже так вспоминал о влиянии дуэта в тот период: «До этого Саут попросту не звучал в Нью-Йорке. Но эта песня была хитовой, с сумасшедшей музыкой. Она перевернула всё с ног на голову, открыв двери для южных рэперов».
В марте 1998 года OutKast приобрели студию звукозаписи недалеко от Нортсайд Драйв в Атланте. Ранее принадлежавшая R&B-певцу Бобби Брауну, она была первой студией, где дуэт начал записывать вокал совместно — создав ремикс на песню TLC «What About Your Friends» (1992) — став для них особенным местом. OutKast назвали студию «Stankonia» словом, придуманным Андре 3000 как сочетание «stank» (сленговым синонимом «фанка») и «Plutonia» (название плаката с изображением футуристического города, висевшего в его спальне). Музыкант так комментировал свою идею: «Stankonia — это место, о котором я всегда мечтал, где вы можете полностью раскрыться и свободно выражать что угодно».

## Запись

Флаг, изображённый на обложке альбома

Запись альбома началась весной 1999 года и продолжалась около года. Собственная студия позволила дуэту раскрепоститься в творческом плане, поскольку музыкантам не нужно было беспокоиться о временных ограничениях, которые возникали во время аренды. Андре 3000 отмечал: «Ты можешь сидеть и возиться хоть день напролёт, используя только бит басового и малого барабанов, если есть желание … У тебя нет определённого расписания. На самом деле [таким образом] ты просто приводишь свои мысли в порядок». Большую часть времени в студии записывался Биг Бой, а Андре 3000 работал дома, создавая биты и экспериментируя с акустической гитарой. Одна из песен, которая появилась во время джем-сейшена на гитаре, «Ms. Jackson», стала вторым альбомным синглом. Андре 3000 сочинял тексты песен, записывая слова прямо на стенах своего дома: «Я все равно планировал покрасить помещение» — вспоминал музыкант позже, «поэтому это было логичным действием». Один из таких спонтанно появившихся текстов впоследствии лёг в основу песни «Gasoline Dreams».
Бо́льшая часть альбома была разработана во время «расслабляющих сессий», когда дуэт вместе с продюсерами посещали клубы в центре Атланты, выбирали нравящихся им исполнителей и приглашали их в студию. Там они «садились курили, выпивали» и придумывали идеи для новых песен. Однако сессии проходили трудно, поскольку Андре 3000 устал от речитатива, из-за чего продюсеры начали беспокоиться о итоговом результате записи. Чтобы сохранить музыкальную сплочённость с Биг Боем, продолжая расширять свою вокальную палитру, Андре решил сочетать рэп с вокальными напевами, вдохновлёнными соулом, что очень сильно отразилось на звучании пластинки. В записи «Snappin & Trappin'» принял участие неизвестный тогда рэпер Киллер Майк. По его словам, во время работы с OutKast он использовал возможность попытаться «посоревноваться» с дуэтом, чтобы улучшить свой речитатив. Биг Бой был впечатлён навыками исполнителя, отметив: «Когда я впервые услышал, как он читает, его голос звучал очень властно. Он очень толковый парень».

## Содержание

### Музыка и стиль
В то время как предыдущие альбомы дуэта отличались непринуждённым темпом, Stankonia содержит более быстрые и энергичные песни, частично отражающие «хаотичность» рубежа XXI века. OutKast обратили внимание на появление новых, более тяжёлых наркотиков на хип-хоп-сцене, а также молодёжи, употребляющей экстази, кокаин и метамфетамины. Биг Бой размышлял: «Ниггеры живущие такой жизнью на высокой скорости, не знают, что происходит вокруг них. Если ты живёшь быстро, ты и сгинешь в один момент. Музыка должна этому соответствовать». Во время работы над пластинкой дуэт воздерживался от прослушивания хип-хопа: «Этот жанр начал звучать очень комфортно. В нём не было инноваций». Вместо этого OutKast углубились в дискографии таких артистов, как Джими Хендрикс, Литл Ричард, Принс и Джордж Клинтон, а также музыкальный коллектив последнего. Тем не менее группа воздержалась от использования устаревшего звучания и вместо этого надеялась использовать влияние их творчества в современной экспериментальной манере. Андре 3000 подчёркивал: «Я не хочу записывать пластинку в стиле рока 1970-х. Ты должен заимствовать этот [саунд] и делать с ним что-то новое».
В этом альбоме OutKast экспериментировали с самыми разными жанрами. По словам М. Матоса из Vibe, Stankonia «превратил их хип-хоп с преимущественно расслабленным южным звучанием во что-то причудливое и угрожающее». Обозреватель AllMusic Стив Хьюи отмечал, что эксперименты дуэта привели к появлению «необычной разновидности техно-психоделического фанка». Песня «BOB» содержащая «нервный драм-н-бейсовый ритм», была описана как «стилистический мастер-класс», сочетающей «хендриксовские» гитары, орга́ны и госпел. На этом треке Андре 3000 и Биг Бой продемонстрировали «бешеный» речитатив, чтобы не отстать от быстрого темпа композиции, который составлял 155 ударов в минуту. «Humble Mumble» представляет собой трек с элементами сальсы, мелодия которого эволюционирует в клубный грув, а «Ms. Jackson» «сочетает в себе раннее творчество Принса с поздним Пи-фанком». В плавной мелодии «I'll Call Before I Come», также усмотрели отголоски наследия Принса. Трек «Gasoline Dreams» был охарактеризован как «абразивный рок-боевик» сравнимый с произведениями Public Enemy. В свою очередь, прослушивание «So Fresh, So Clean» навеяло Дэвиду Брайу из Vibe образ «одетого с иголочки сутенёра из 1980-х», а «We Luv Deez Hoes» «благодарной [девушки] трясущей пышной задницей». Альбом заканчивается тремя песнями с ярко выраженным влиянием психоделии: «Toilet Tisha», «Slum Beautiful» и «Stankonia (Stank Love)». Последнюю также характеризовали как «своего рода дань уважения» евангельскому госпелу и ду-вопу 1960-х. Её мелодия включает замедленную коду, напоминающую хип-хоп стиля chopped and screwed.

### Тематическое содержание
По словам Майлза Маршалла Льюиса, Stankonia — один из самых «эклектичных» мейнстримных прогрессивных рэп-альбомов своего времени. Пол Лестер из The Guardian описал лирический стиль OutKast на этой пластинке словами: «Они демонстрируют в некотором роде пост-хип-хоп сочетающий эксцентричную попсовость P.M. Dawn с галлюцинаторной причудами The Pharcyde, бескомпромиссное политиканство Public Enemy с мультяшным слабоумием De La Soul, чтобы создать что-то жизненно важное и новое». Текст «Gasoline Dreams» критикует стремление современной чёрной культуры к «побрякушкам» вместо этого демонстрируя отрезвляющий взгляд на сложившуюся ситуацию, в корне ломающий систему, с точки зрения Outkast («Я слышал, что Мать-природа сейчас на контроле над рождаемостью / Самый циничный сутенёр ищет, кого бы можно приобнять»). «Red Velvet» касается, в частности, материалистической природы хип-хоп сцены, а «Humble Mumble» обращается к критикам, которые делают негативные высказывания о хип-хопе на основе предвзятого мнения; Андре 3000 поёт следующие строчки: «Я встретил критика / Я заставил её подтереться своими рецензиями / По её мнению хип-хоп — это только про оружие и алкоголь / Я сказал, черт возьми, нет! / но и про это, в том числе / Ты не можешь дискриминировать, на основе пары прочитанных книг».
В песнях альбома распространены слова «вонь» и «запах» в их блюзовом контексте, означающем «низкий, грубый, острый: мера подлинности». Также дуэт часто использует игру слов, в том числе в композиции «Humble Mumble» в виде отсылки к «Подземной железной дороге» (англ. underground smellroad) и фразе «I stank I can, I stank I can» являющейся аллюзией к «The Little Engine That Could». В этой песне дуэт призывает к зрелости и преодолению невзгод, начиная с куплета Биг Боя, в котором говорится, что «все в жизни не всегда происходит так, как должно», со ссылкой на книгу пророка Исайи глава 54 стих 17 («Ни одно оружие, созданное против меня, не преуспеет») . Между тем Андре 3000 формулирует свою точку зрения в контексте коллективного прогресса афроамериканцев: «Игра меняется каждый день, поэтому кулак и марши устарели / Речи доходят только до тех, кто уже знает об этом». Эрика Баду, его бывшая девушка (в то время просто подруга), завершает «Humble Mumble» «парящим метафизическим евангельским куплетом, воспевающим круговорот жизни» как поэтически характеризует его писатель Рони Сариг.
«На мой взгляд, что действительно интересно в этом альбоме, так это то, что это абсолютно южный хип-хоп но часть его отражает происходящее в окружающем мире. Вы наблюдаете, как получается эта дихотомия, своего рода баланс между мейнстримовым хип-хопом и эпохой осознанного хип-хопа. Мы должны помнить, что именно в этот период времени эти два жанра начали разделяться. И дело в том, что „Stankonia“ включает в себя оба из них».
Бо́льшая часть альбома посвящена положению женщин на Юге и контрастирует с женоненавистническими взглядами, распространёнными на хип-хоп-сцене. В своей книге Classic Material: The Hip-Hop Album Guide Оливер Ванг пишет, что такие песни, как «Slum Beautiful» и «Toilet Tisha», «переосмысливают девушек-простушек не только как нечто большее, чем просто объёмные аксессуары, но и как любовные объекты со своими жизнями и заботами, к которым стоит присмотреться». В «Toilet Tisha» дуэт сопереживает беременным девочкам-подросткам, склонным к самоубийству. «Ms. Jackson» посвящена тёще матери внебрачного ребёнка лирического героя, которую Андре 3000 называет «мама мамы малыша». Вдохновлённая его отношениями с Баду, которая родила ему сына — Севена, песня служит своеобразным извинением перед матерью «матери малыша», за то, что он причинил боль её дочери. Между тем, в тексте «I’ll Call Before I Come» участники дуэта рассказывают, что ставят сексуальные потребности женщин выше своих собственных.

## Выпуск и продажи
Stankonia дебютировал на 2-м месте чарта Billboard 200 с 525 844 проданных копий за первую неделю, уступив лишь альбому Jay-Z The Dynasty: Roc La Familia, чей тираж составил 557 789 копий. Пластинка Outkast превзошла новый альбом U2, который занял третье место в США. Альбом получил «золотую» сертификацию от Американской ассоциации звукозаписывающих компаний (RIAA) в течение первой недели после релиза. Он также занял 2-е место в хит-параде Billboard R&B/Hip-Hop продержавшись в нём в течение 45 недель. По данным Nielsen SoundScan, к февралю 2002 года было продано 3,79 миллиона копий альбома. 3 ноября 2003 года Stankonia получила четырёхкратную «платиновую» сертификацию, преодолев рубеж в 4 миллиона копий. В Канаде альбом занял 4-е место национального чарта, став дважды «платиновым» 23 сентября 2003 года (за отгрузку более 200 000 копий). Пластинка также вошла в десятку лучших Германии, Финляндии и Норвегии, заняв 6-е, 8-е и 8-е места соответственно в официальных хит-парадах этих стран.
Ведущий сингл альбома «B.O.B.» занял 69-е место в чарте Billboard специализирующемся на R&B и Hip-Hop музыке. Однако сингл был запрещён на многих мейнстримовых радиостанциях из-за его своего названия и предположительной темы. 3 февраля 2001 года второй сингл «Ms. Jackson» возглавил чарт R&B/Hip-Hop песен, а затем 17 февраля взобрался на вершину Hot 100, оставаясь в чарте в течение 22 недель. Помимо этого, песня достигла 13-й строчки чарта Billboard Pop Songs и 3-го места хит-парада журнала Radio Songs. Третий сингл «So Fresh, So Clean» отметился на 30-м месте в Hot 100, пробыв в чарте 20 недель. Он также занял 10-е место в хит-параде Billboard R&B/Hip-Hop и 24-е в чарте Radio Songs.

## Отзывы критиков
| Совокупная оценка    | Совокупная оценка |
| Источник             | Оценка            |
| -------------------- | ----------------- |
| Metacritic           | 95/100            |
| Оценки критиков      |                   |
| Источник             | Оценка            |
| AllMusic             | [ 46 ]            |
| Alternative Press    | 5/5               |
| Entertainment Weekly | A                 |
| The Guardian         | [ 48 ]            |
| Los Angeles Times    | [ 49 ]            |
| NME                  | 9/10              |
| Pitchfork            | 9.5/10            |
| Rolling Stone        | [ 52 ]            |
| USA Today            | [ 53 ]            |
| The Village Voice    | A                 |

Альбом получил единодушное признание среди современных критиков. На сайте-агрегаторе рецензий Metacritic рейтинг пластинки составляет 95 из 100 на основании 20 обзоров. Дерек А. Бардауэлл из NME отмечал, что со Stankonia OutKast «достигли редкого баланса творческой эксцентричности и массовой привлекательности», подчеркнув, что альбом содержит «вечные качества, которые со временем раскроются на эмоциональном, интеллектуальном и духовном уровне». Обозреватель журнала Rolling Stone Натан Брэкетт назвал Stankonia «одним из лучших альбомов года», отметив, что все его треки содержат «простецкое благородство и доступность» и что «даже в самых „дворовых“ песнях есть нечто вроде морали». Тони Грин из The Village Voice похвалил OutKast за «чувство звука и структуры», подчеркнув: «Они перешли к более жёстким тёмным текстурам в угоду дизайну песен, который часто бывает обезоруживающе изящным». Стив Хьюи из AllMusic отмечал: «учитывая разнообразие настроений, помогает то, что альбом разбит на короткие, обычно юмористические интерлюдии, которые служат своего рода кнопкой перезагрузки. Требуется несколько прослушиваний, чтобы уловить все [нюансы], но, учитывая огромный размах, поражает, как мало в нём слабых треков». Публицистка PopMatters Айша Хайт выражала мнение: «В „Stankonia“ Outkast описали перспективу жизни южан, их свободы и стремления к счастью, успешно справившись с задачей. На первый взгляд, фат-битов и фанка тоже в самый раз». По мнению редакции портала Alternative Press, «опытные признанные группы редко выпускают настолько смелые и конфронтационные альбомы, как Stankonia, потому что им есть что терять», такое ощущение, что «дуэту было всё равно», они «объединили политические и социальные проблемы олд-скульного хип-хопа получив в результате один из самых художественно неортодоксальных релизов жанра на сегодняшний день».
Роберт Кристгау из The Village Voice отмечал, что «в музыке бодрые мелодии преобладают над тягомотиной, а в речитативах удачные находки — над [банальным] бахвальством», подытожив, что благодаря взаимодействию «приземлённой повестки и приподнятого настроения оба аспекта выводятся на новый уровень». Обозреватель Entertainment Weekly Кен Такер писал, что «от „Stankonia“ веет коварными амбициями, реализованными с безупречным мастерством», охарактеризовав OutKast как «бесконечно добродушный и изобретательный дуэт, даже когда речь идёт о самых мрачных и отупляющих аспектах жизни гетто». В свою очередь, Сорен Бейкер из Yahoo! Music комментировал: «Андре и Биг Бой снова переизобретают себя заново, на этот раз как музыканты, вдохновлённые творчеством Parliament, которые специализируются на темах отношений между мужчинами и женщинами, понтах и необычных текстах». Бейкер подытожил: «С ещё одни практически безупречным альбомом OutKast, пожалуй, могут считаться одной из лучших хип-хоп групп всех времён». Рецензент газеты Los Angeles Times высказал мнение, что «самые интересные моменты пластинки — это потрясающий соул в духе Принса». В свою очередь, Джон Парелес из The New York Times отмечал: «музыка OutKast сочетает вязкий фанковый темп с рэпом и мелодиями, которые никогда не игнорируют тело и его инстинктивные желания… И все же OutKast, беря пример с группы Parliament-Funkadelic, которую они явно почитают, никогда не забывают, что тело связано с разумом». Портал URB назвал альбом «сложным фолиантом, в котором сочетаются ценности современного хип-хопа с вневременным южным соулом, в то же время чертвоски раздвигая границы дозволенного». Между тем обозреватель журнала Mojo назвал Stankonia «хип-хопом способным обратить в свою веру даже самых отъявленных реакционеров».

## Влияние и наследие
Stankonia получил большое количество положительных отзывов и вошёл в списки лучших альбомов года множества изданий. В книге «Грязный Юг» Бена Вестхоффа отмечалось, что пластинка фигурировала «в списке каждого критика, который достоин упоминания». На церемонии вручения премии «Грэмми» 2002 года OutKast выиграли две статуэтки: за «Лучший рэп-альбом», а также за «Лучшее рэп-исполнение дуэтом или группой» (композиция «Ms. Jackson»). Несмотря на то что OutKast были одними из фаворитов в категории «Альбом года» Академия звукозаписи решила присудить эту награду саундтреку O Brother, Where Art Thou?. До этой номинации большая часть хип-хоп сообщества считала, что рэперы не получают достаточного внимания со стороны организации. Тем не менее музыкальное разнообразие альбома позволило дуэту охватить более широкую аудиторию, в связи с чем ему приписывают перелом ситуации в отношении хип-хоп-артистов.
В 2006 году британское издание Time назвало Stankonia одним из «100 лучших альбомов всех времён». Редакция журнала Rolling Stone поставила альбом на 16-е место в списке «100 лучших альбомов 2000-х». В 2009 году онлайн-портал Pitchfork присудил пластинке 13-ю позицию в схожем рейтинге «200 лучших альбомов 2000-х», а Rhapsody отметил его на 2-е строчке в своём списке «100 лучших альбомов десятилетия». Это же издание поставило лонгплей на 6-е место в рейтинге «Лучшие хип-хоп альбомы десятилетия». Журнал Vibe поставил пластинку на 23-ю строчку в списке «100 величайших альбомов с 1985 по 2005 год». Еженедельник Entertainment Weekly поместил его в свой список лучших произведений конца десятилетия, заявив: «Благодаря таким прилипчивыми хитам („Ms. Jackson“) и экстравагантным экспериментам („B.O.B.“) рэп-дуэт подарил нам путешествие в причудливую, хотя и вымышленную страну Станконию в 2000 году». Q включил Stankonia в список «50 лучших альбомов 2001 года». Лонгплей также фигурирует в альманахе «1001 альбом, который вы должны услышать, прежде чем умереть». В 2015 году представитель онлайн-портала Mic заявил, что «пластинка помогла хип-хопу закрепиться в мейнстриме», добавив, что помимо «супер-котирующихся» хит-синглов «его менее растиражированные песни и по сей день являются одними из самых почитаемых в жанре экспериментального хип-хопа».
С релизом Stankonia OutKast стали первой хип-хоп группой, которая открыто признала влияние рейв-культуры. В конце 1990-х рэперы, как правило, использовали в своих произведениях медленный непринуждённый бит. В свою очередь, в ряд треков дуэт включил более быстрый и хаотичный темп, чтобы отразить рейв-культуру и появление новых наркотиков, таких как экстази, на хип-хоп-сцене. Бостонский ди-джей Арманд ван Хелден вспоминал: «В 1990-е темп в хип-хопе стал медленнее, и в клубах было угрюмо… этот период затянулся. Мне очень не хватало подобного дерьма — „а ну-ка подняли руки вверх и понеслась“». Ремикс на «B.O.B.», созданный Заком де ла Роча из Rage Against the Machine, транслировался на альтернативных радиостанциях, расширив фан-базу группы за пределы хип-хопа и мейнстримовой публики. Несмотря на наличие антивоенных настроений, «B.O.B.» стала популярна среди американских военных, дислоцированных в Афганистане. Во время работы над альбомом The ArchAndroid (2010) американская певица Жанель Монэ упомянула экспериментальный характер Stankonia как источник вдохновения. Рэпер Pill также признал, что Stankonia, и особенно продюсерская работа Organized Noize, очень отразились на его творчестве: «Звуки, инструментовка сэмплов, различные духовые инструменты — все в этих треках было для меня великолепным».

## Список композиций
Все песни спродюсированы Earthtone III (OutKast и Mr. DJ), за исключением отмеченных.
| №                   | Название                                                      | Автор(ы)                                                                                | Продюсеры                  | Длительность |
| ------------------- | ------------------------------------------------------------- | --------------------------------------------------------------------------------------- | -------------------------- | ------------ |
| 1.                  | «Intro»                                                       |                                                                                         |                            | 1:09         |
| 2.                  | «Gasoline Dreams» (при участии Khujo)                         | Андре Бенджамин • Антван Паттон • Дэвид Шитс • Вилли Найтон                             |                            | 3:34         |
| 3.                  | «I'm Cool» (interlude)                                        |                                                                                         |                            | 0:42         |
| 4.                  | «So Fresh, So Clean»                                          | Organized Noize • Бенджамин • Паттон                                                    | Organized Noize            | 4:00         |
| 5.                  | «Ms. Jackson»                                                 | Бенджамин • Паттон • Шитс                                                               |                            | 4:30         |
| 6.                  | «Snappin' & Trappin · » (при участии Киллер Майка и J-Sweet)  | Бенджамин • Паттон • Шитс • Майкл Рендер • Джон И. И. Смит • Кори Эндрюс                |                            | 4:19         |
| 7.                  | «D.F.» (interlude)                                            |                                                                                         |                            | 0:27         |
| 8.                  | «Spaghetti Junction»                                          | Organized Noize • Бенджамин • Паттон                                                    | Organized Noize            | 3:57         |
| 9.                  | «Kim & Cookie» (interlude)                                    |                                                                                         |                            | 1:12         |
| 10.                 | «I'll Call Before I Come» (при участии Гангста Бу и Эко)      | Бенджамин • Паттон • Шитс • Лола Митчелл • Рашида Робертс                               |                            | 4:18         |
| 11.                 | «B.O.B.»                                                      | Бенджамин • Паттон • Шитс                                                               |                            | 5:04         |
| 12.                 | «Xplosion» (featuring B-Real)                                 | Бенджамин • Паттон • Шитс • Луис Фрис • Эрин Джонсон                                    |                            | 4:08         |
| 13.                 | «Good Hair» (interlude)                                       |                                                                                         |                            | 0:14         |
| 14.                 | «We Luv Deez Hoez» (при участии Backbone и Big Gipp)          | Organized Noize • Бенджамин • Паттон • Джамар Уильямс • Кэмерон Гипп • Боливар Тронкосо | Organized Noize            | 4:10         |
| 15.                 | «Humble Mumble» (при участии Эрики Баду)                      | Бенджамин • Паттон • Шитс • Эрика Райт                                                  |                            | 4:50         |
| 16.                 | «Drinkin' Again» (interlude)                                  |                                                                                         |                            | 0:24         |
| 17.                 | «?»                                                           | Бенджамин • Паттон • Шитс                                                               |                            | 1:28         |
| 18.                 | «Red Velvet»                                                  | Бенджамин • Паттон • Шитс                                                               |                            | 3:52         |
| 19.                 | «Cruisin' in the ATL» (interlude)                             |                                                                                         |                            | 0:19         |
| 20.                 | «Gangsta Shit» (при участии Слима Кэлхуна, Си-Боуна и Ти-Мо)  | Карлтон Махоуни • Бенджамин • Паттон • Шитс • Роберт Барнетт • Брайан Ловинг • Эндрюс   | Карл Мо • Earthtone III[a] | 4:41         |
| 21.                 | «Toilet Tisha»                                                | Бенджамин • Паттон • Шитс                                                               |                            | 4:24         |
| 22.                 | «Slum Beautiful» (при участи Си Ло Грина)                     | Бенджамин • Паттон • Шитс • Томас Бартон                                                |                            | 4:07         |
| 23.                 | «Pre-Nump» (interlude)                                        |                                                                                         |                            | 0:27         |
| 24.                 | «Stankonia (Stanklove)» (при участии Биг Руба и Слипи Брауна) | Бенджамин • Паттон • Шитс • Патрик Браун • Рубен Бейли                                  |                            | 6:51         |
| Общая длительность: | Общая длительность:                                           | Общая длительность:                                                                     | Общая длительность:        | 73:07        |

Примечания
- ↑  означает сопродюсера.
- «So Fresh, So Clean» содержит сэмпл из песни «Before the Night is Over» Джо Саймона[англ.].
- «Ms. Jackson» содержит семпл из песни «Strawberry Letter #23» группы The Brothers Johnson[англ.].
- «We Luv Deez Hoez» содержит семпл из песни"Worldwide" Алана Туссена.

## Участники записи
| OutKast - Биг Бой (Антван Паттон) — вокал, продюсирование - Андре 3000 (Андре Бенджамин) — вокал, синтезаторы, гитара, продюсирование - Mr. DJ (Дэвид Шитс) — продюсирование Приглашённые исполнители - Слипи Браун - Khujo - Киллер Майк - J-Sweet - Гангста Бу - Eco - Би-Рил - Эрика Баду - Backbone - Big Gipp - Слим Калхун - C-Bone - Ти-Мо Гуди - Си Ло Грин - Биг Руд - Джой | Дополнительные музыканты - Донни Матис — гитара - Дэвид «Уайлд» Браун — гитара - Джейсон Фриман — валторна - Джерри Фриман — валторна - Слипи Браун — фортепиано, синтезированная бас-гитара - Марвин «Чанц» Паркман — фортепиано, клавишные - Earthtone III — клавишные - Organized Noize — клавишные - Престон Крамп — бас-гитара, синтезированная бас-гитара - Аарон Миллс — бас-гитара - Роберт Гристер — бас-гитара - Дуки Блоссумгейм — бас-гитара - Виктор Александр — ударные - Розалин Херд — бэк-вокал - Пол Дуглас-Феддон — бэк-вокал - Мирна «Скричи Пич» Креншоу — бэк-вокал - Катмастер Суифф — нарезка Оформление обложки Майкл Лавин — фотографии |

## Чарты и сертификация
| Чарт (2000–2001)                    | Высшая позиция |
| ----------------------------------- | -------------- |
| Австралия (ARIA)                    | 33             |
| Австрия (Ö3 Austria)                | 16             |
| Бельгия (Ultratop)                  | 25             |
| Великобритания (UK Albums)          | 10             |
| Германия (Offizielle Top 100)       | 6              |
| Дания (Hitlisten)                   | 17             |
| Канада (Billboard Canadian Albums)  | 4              |
| Нидерланды (MegaCharts)             | 20             |
| Новая Зеландия (Recorded Music NZ)  | 17             |
| Норвегия (VG-lista)                 | 8              |
| США (Billboard 200)                 | 2              |
| США (Top R&B/Hip-Hop Albums)        | 2              |
| Финляндия (Suomen virallinen lista) | 8              |
| Франция (SNEP)                      | 26             |
| Швеция (Sverigetopplistan)          | 15             |
| Швейцария (Schweizer Hitparade)     | 14             |

| Чарт (2000)                  | Позиция |
| ---------------------------- | ------- |
| Канада (Canadian Albums)     | 101     |
| США (Billboard 200)          | 104     |
| США (Top R&B/Hip-Hop Albums) | 51      |

| Чарт (2001)                        | Позиция |
| ---------------------------------- | ------- |
| Великобритания (UK Albums Chart)   | 100     |
| Германия (Offizielle Top 100)      | 80      |
| Европа (European Top 100 Albums)   | 100     |
| Канада (Canadian Albums Chart)     | 80      |
| Новая Зеландия (Recorded Music NZ) | 44      |
| США (Billboard 200)                | 16      |
| США (Top R&B/Hip-Hop Albums)       | 6       |

| Чарт (2002)                             | Позиция |
| --------------------------------------- | ------- |
| Canadian R&B Albums (Nielsen SoundScan) | 185     |
| Canadian Rap Albums (Nielsen SoundScan) | 91      |

| Чарт (2000–2009)    | Позиция |
| ------------------- | ------- |
| США (Billboard 200) | 75      |

### Сертификация
| Австралия | Золотой       | 35 000^    |
| Великобритания | Золотой       | 100 000^   |
| Канада | 2× Платиновый | 200 000^   |
| Новая Зеландия | Золотой       | 7500^      |
| Норвегия | Золотой       | 25 000*    |
| Соединённые Штаты | 5× Платиновый | 5 000 000† |
| * означает, что данные о продажах основаны только на сертификации ^ означает, что данные о партиях основаны только на сертификации † означает, что продажи+стриминг, основаны только на сертификации |               |            |